# Survivor Series 1999
Survivor Series 1999 è stata la tredicesima edizione dell'omonimo pay-per-view prodotto dalla World Wrestling Federation, che si è svolto il 14 novembre 1999 presso la Joe Louis Arena di Detroit.

## Storyline
Il 17 ottobre, a No Mercy, Triple H difese con successo il WWF Championship contro Steve Austin in un Anything Goes match nonostante l'intervento di The Rock, il quale fu colpito in precedenza dallo stesso Triple H con lo sledgehammer nel backstage dell'arena. Nella puntata di Raw del 18 ottobre sia Austin che The Rock pretesero un incontro per il titolo di Triple H; con Vince McMahon che annunciò quindi un Triple Threat match fra i tre con in palio il WWF Championship per Survivor Series.
Nella puntata di SmackDown del 4 novembre il duo composto da Mankind e Al Snow sconfisse gli Hollys (Crash Holly e Hardcore Holly), conquistando così il WWF Tag Team Championship per la prima volta. Nella puntata di Raw dell'8 novembre Mankind e Snow persero tuttavia i titoli contro i New Age Outlaws (Billy Gunn e Road Dogg) dopo pochi giorni di regno. Un rematch tra i New Age Outlaws contro Mankind e Snow con in palio il WWF Tag Team Championship fu dunque sancito per Survivor Series.
Nella puntata di Raw del 18 ottobre Chris Jericho rispose alla open challenge dell'Intercontinental Champion Chyna, con quest'ultima che lo attaccò dopo che lo stesso Jericho l'aveva pesantemente insultata. Un match tra Chyna e Jericho con in palio l'Intercontinental Championship fu quindi annunciato per Survivor Series.
Nella puntata di Raw del 18 ottobre l'Hardcore Champion Big Boss Man accettò di mettere in palio il suo titolo contro Big Show; tuttavia, la sera stessa, quest'ultimo abbandonò l'arena dopo aver scoperto della morte di suo padre (kayfabe). Nella puntata di SmackDown del 21 ottobre Big Show tentò di attaccare Boss Man, il quale si era rivelato come fautore della scomparsa del padre (kayfabe), ma questi fuggì grazie all'aiuto di Prince Albert. Dopo continue mancanze di rispetto da parte di Albert e Boss Man, fu sancito un 4-on-4 Traditional Survivor Series Elimination match tra il team composto da Big Show, The Blue Meanie e Funaki e Taka Michinoku dei Kai En Tai contro quello formato da Boss Man, Albert, Mideon e Viscera per Survivor Series. Nella puntata di Sunday Night Heat del 14 novembre, poco prima dell'inizio dell'evento, Big Show attaccò brutalmente i suoi compagni di team, dichiarando di voler combattere da solo contro i suoi quattro nemici.
Nella puntata di Raw del 25 ottobre gli Hollys (Crash Holly e Hardcore Holly) difesero con successo il WWF Tag Team Championship contro Edge e Christian grazie all'intervento dei Too Cool (Grand Master Sexay e Scotty 2 Hotty); poco dopo, gli Hardy Boyz (Jeff Hardy e Matt Hardy) aiutarono Edge e Christian a respingere gli Hollys e i Too Cool. Dopo che gli Hollys avevano perso i titoli contro Mankind e Al Snow nella puntata di SmackDown del 4 novembre, fu annunciato un 4-on-4 Traditional Survivor Series Elimination match tra il team composto da Edge e Christian e gli Hardy Boyz contro quello formato dagli Hollys e i Too Cool per Survivor Series.
Nella puntata di Raw del 18 ottobre i Dudley Boyz (Bubba Ray Dudley e D-Von Dudley) vennero sconfitti da X-Pac e Kane a causa dell'intervento degli Headbangers (Mosh e Thrasher). Nella puntata di Raw del 1º novembre, dopo che avevano preso in giro D'Lo Brown e The Godfather, i Dudley Boyz vennero sconfitti dagli Headbangers. Dopo che i Dudley Boyz avevano sconfitto Brown e The Godfather nella puntata di SmackDown dell'11 novembre, fu sancito un 4-on-4 Traditional Survivor Series Elimination match tra il team composto dagli APA (Bradshaw e Faarooq) e gli stessi Dudley Boyz contro quello formato dagli Headbangers e Brown e The Godfather per Survivor Series.
Nella puntata di SmackDown del 28 ottobre X-Pac e Kane vennero sconfitti dai Dudley Boyz (Bubba Ray Dudley e D-Von Dudley) a causa del turn heel di X-Pac nei confronti di Kane; poco dopo, X-Pac dichiarò che Kane non era degno di essere un membro della D-Generation X. Un match tra X-Pac e Kane fu quindi annunciato per Survivor Series.
Nel corso del mese di novembre, la World Wrestling Federation iniziò a mandare in onda dei promo sull'imminente arrivo di Kurt Angle, medaglia d'oro olimpica ad Atlanta 1996, il cui debutto sul ring fu previsto proprio per Survivor Series.

## Risultati
| #  | Risultati | Stipulazioni                                          | Durata |
| -- | --- | ----------------------------------------------------- | ------ |
| 1  | The Godfather, D'Lo Brown e The Headbangers (Mosh e Trasher) hanno sconfitto The Dudley Boyz (Bubba Ray e D-Von Dudley) e The Acolytes (Faarooq e Bradshaw)                          | 4-on-4 Traditional Survivor Series Elimination match  | 09:26  |
| 2  | Kurt Angle ha sconfitto Shawn Stasiak | Single match                                          | 05:57  |
| 3  | Val Venis, Mark Henry, Gangrel e Steve Blackman hanno sconfitto The British Bulldog, Mean Street Posse (Rodney, Pete Gas e Joey Abs)                                                 | 4-on-4 Traditional Survivor Series Elimination match  | 09:08  |
| 4  | Mae Young, The Fabulous Moolah, Tori e Debra hanno sconfitto Ivory, Luna, Jacqueline e Terri Runnels                                                                                 | 8-Woman Tag Team match                                | 01:50  |
| 5  | Kane ha sconfitto X-Pac per squalifica | Single match                                          | 04:15  |
| 6  | Big Show ha sconfitto Big Boss Man, Prince Albert, Mideon e Viscera | 1-on-4 Traditional Survivor Series Elimination match  | 01:26  |
| 7  | Chyna (c) (con Miss Kitty) ha sconfitto Chris Jericho | Single match per il WWF Intercontinental Championship | 13:34  |
| 8  | Too Cool (Grand Master Sexay e Scotty 2 Hotty) e The Hollys (Hardcore Holly e Crash Holly) hanno sconfitto Edge e Christian e The Hardy Boyz (Matt e Jeff Hardy) (con Terri Runnels) | 4-on-4 Traditional Survivor Series Elimination match  | 14:27  |
| 9  | The New Age Outlaws (Mr. Ass e Road Dogg) (c) hanno sconfitto Al Snow e Mankind | Tag Team match per i WWF Tag Team Championship        | 13:59  |
| 10 | Big Show ha sconfitto Triple H (c) e The Rock | Triple Threat match per il WWF Championship           | 16:13  |

### Survivor Series Elimination match
The Acolytes e The Dudley Boyz vs. D'Lo Brown, The Godfather e The Headbangers
| N° eliminazione | Wrestler                   | Eliminato da               | Tempo                      |                            |
| --------------- | -------------------------- | -------------------------- | -------------------------- | -------------------------- |
| 1°              | Thrasher                   | Bradshaw                   | 03:40                      |                            |
| 2°              | Mosh                       | Bubba Ray Dudley           | 04:57                      |                            |
| 3°              | Bradshaw                   | -                          | 05:52                      |                            |
| 4°              | Faarooq                    | -                          | 06:45                      |                            |
| 5°              | D-Von Dudley               | -                          | 06:45                      |                            |
| 6°              | Bubba Ray Dudley           | D'Lo Brown                 | 09:36                      |                            |
| Sopravvissuti:  | D'Lo Brown e The Godfather | D'Lo Brown e The Godfather | D'Lo Brown e The Godfather | D'Lo Brown e The Godfather |

Gangrel, Mark Henry, Steve Blackman e Val Venis vs. The British Bulldog e The Mean Street Posse
| N° eliminazione | Wrestler               | Eliminato da           | Tempo                  |                        |
| --------------- | ---------------------- | ---------------------- | ---------------------- | ---------------------- |
| 1°              | Pete Gas               | Steve Blackman         | 02:56                  |                        |
| 2°              | Rodney                 | Gangrel                | 04:21                  |                        |
| 3°              | Joey Abs               | Mark Henry             | 06:02                  |                        |
| 4°              | Gangrel                | The British Bulldog    | 06:46                  |                        |
| 5°              | Steve Blackman         | The British Bulldog    | 07:32                  |                        |
| 6°              | The British Bulldog    | Val Venis              | 09:08                  |                        |
| Sopravvissuto:  | Mark Henry e Val Venis | Mark Henry e Val Venis | Mark Henry e Val Venis | Mark Henry e Val Venis |

Big Show vs. Big Boss Man, Prince Albert, Mideon e Viscera
| N° eliminazione | Wrestler      | Eliminato da | Tempo    |          |
| --------------- | ------------- | ------------ | -------- | -------- |
| 1°              | Mideon        | Big Show     | 00:18    |          |
| 2°              | Prince Albert | Big Show     | 00:30    |          |
| 3°              | Viscera       | Big Show     | 00:55    |          |
| 4°              | Big Boss Man  | -            | 01:26    |          |
| Sopravvissuto:  | Big Show      | Big Show     | Big Show | Big Show |

Edge & Christian e The Hardy Boyz vs. The Hollys e Too Cool
| N° eliminazione | Wrestler           | Eliminato da       | Tempo          |                |
| --------------- | ------------------ | ------------------ | -------------- | -------------- |
| 1°              | Edge               | Hardcore Holly     | 06:06          |                |
| 2°              | Matt Hardy         | Scotty 2 Hotty     | 06:22          |                |
| 3°              | Scotty 2 Hotty     | Jeff Hardy         | 10:11          |                |
| 4°              | Jeff Hardy         | Grand Master Sexay | 11:34          |                |
| 5°              | Grand Master Sexay | Christian          | 11:45          |                |
| 6°              | Crash Holly        | Christian          | 13:58          |                |
| 7°              | Christian          | Hardcore Holly     | 14:26          |                |
| Sopravvissuto:  | Hardcore Holly     | Hardcore Holly     | Hardcore Holly | Hardcore Holly |